# Voie métabolique
Une voie métabolique est un ensemble de réactions chimiques catalysées par une série d'enzymes qui agissent de manière séquentielle. Chaque réaction constitue une étape d'un processus complexe de synthèse ou de dégradation d'une molécule biologique finale. Dans une voie métabolique, le produit de la réaction catalysée par une enzyme sert de substrat pour la réaction suivante.
Les voies métaboliques peuvent être linéaires, ramifiées (ou branchées), voire cycliques. Les composés initiaux, intermédiaires ou finaux produits dans ces voies sont appelés des métabolites. Les cellules vivantes comportent un grand nombre de voies métaboliques, souvent connectées les unes aux autres, qui constituent le réseau métabolique cellulaire.
On distingue les voies métaboliques aboutissant à la synthèse d'une molécule, dites voies anaboliques, et celles qui permettent la dégradation d'un composé, dites voies cataboliques.
Les voies métaboliques sont souvent régulées de manière coordonnée, pour permettre d'adapter le flux de synthèse d'un produit donné aux besoins de l'organisme. La régulation peut être enzymatique, par une modulation de l'activité de l'une des premières enzymes de la voie, souvent de manière allostérique. La régulation peut aussi être génétique, par une modulation de l'expression des gènes codant les enzymes de la voie. Ces mécanismes de régulation sont un des moyens essentiels de maintenir l'homéostasie cellulaire, c'est-à-dire l'équilibre dynamique des composants de la cellule.

Exemple de voie métabolique : la voie des pentoses phosphates

## Approche biologique
La voie métabolique est un concept permettant d'appréhender une fonction biologique. Au sein d'une cellule, de multiples molécules interagissent perpétuellement. Toutes ces molécules participent à des réactions biochimiques, transformant des molécules en d'autres molécules ou construisant des édifices moléculaires plus vastes. S'il est possible de considérer ces réactions individuellement, l'émergence de la biologie des systèmes laisse la place à une conception plus générale des réactions biochimiques au sein d'une cellule. Cela permet d'appréhender les différentes réactions biochimiques par groupe. Au sein d'un de ces groupes, les réactions qui ont lieu concourent à un même objectif. Il existe par exemple une voie métabolique de synthèse pour chacun des acides aminés (Homo sapiens ne les possède pas toutes, c'est pourquoi il existe des acides aminés essentiels). Ces voies métaboliques particulières sont aussi appelées "voies de biosynthèse".
Puisqu'une voie métabolique est une suite ordonnée de réactions biochimiques, elle est sensible à la présence de chacun des acteurs participant à son bon déroulement. S'il manque une enzyme particulière au cours du processus, alors l'ensemble de la voie est en général rendu inefficace. De même, s'il manque un substrat particulier, le produit final ne pourra pas être atteint.
Afin de réguler l'activité de ces voies métaboliques, des boucles de rétroaction existent aussi. Par exemple, un des produits P est un inhibiteur d'une enzyme E intervenant en amont dans la voie. Dans ce cas, l'enzyme E participe (in fine) à la synthèse du produit P, qui régule lui-même l'activité de E en retour. Ceci peut mettre un frein à une voie métabolique lorsque celle-ci "travaille" trop vite.

## Approche analytique
Si on décompose une voie métabolique en éléments plus simples, on peut obtenir une liste de n réactions biochimiques Ri, i appartenant à {1;n} partant d'un substrat S pour arriver à un produit P. Ces réactions peuvent être liées entre elles au sein d'une voie métabolique, car chaque réaction Ri (i appartenant à {2;n-1}, c’est-à-dire toutes les réactions sauf la première et la dernière) utilise au moins un produit P d'une autre réaction de la liste des Ri comme substrat et un a pour produit un substrat d'une autre réaction. De façon plus intuitive, on peut chaîner les réactions en partant d'un substrat initial pour arriver à un produit final.

## Exemples courants
Parmi l'ensemble des voies métaboliques référencées à ce jour, certaines sont particulièrement connues et ont été particulièrement bien étudiées. On peut citer :
- la glycolyse. C'est la voie métabolique la plus répandue au sein du monde vivant, puisque tous les êtres vivants l'utilisent.
- le cycle de Krebs. Il s'agit d'une voie métabolique qui a la particularité d'être cyclique. Ainsi, un des substrats de base est aussi le produit de fin de réaction.
- le cycle de l'urée, là aussi une voie métabolique cyclique
- toutes les voies de synthèse des acides aminés et acides gras

## Modularité
Les approches de biologie systémique amènent à penser que les organismes vivants sont très certainement modulaires. En clair, cela signifie qu'il est possible de former des "groupes" de molécules interagissant pour aboutir à un résultat particulier. On peut aussi voir cela comme un découpage possible de l'ensemble des réactions au sein d'une cellule en sous-unités indépendamment fonctionnelles sous réserve que tous leurs membres soient présents. Ces sous-unités sont des modules au sein d'une architecture plus vaste. L'interconnexion de ces modules conduit à la complexité de la cellule.
Les voies métaboliques, qui sont un exemple de ces modules, sont donc aussi, pour le chercheur, une abstraction permettant d'appréhender le fonctionnement d'une cellule à un degré supérieur de complexité. Chacun des modules devient une "boîte noire" (qu'on pourra toujours étudier séparément), dont on doit « simplement » connaître les entrées et les sorties. On peut donc drastiquement simplifier la modélisation de systèmes complexes en usant de ce concept de modularité.